# 크리스틴 드 피장

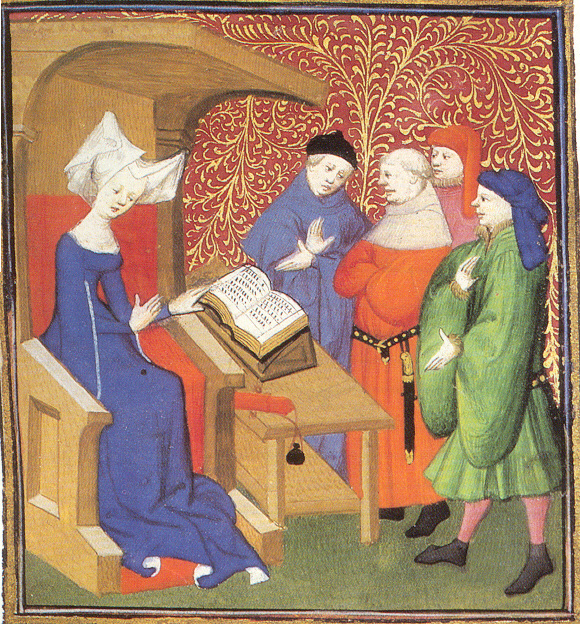
크리스틴 드 피장이 강의를 진행하는 모습을 묘사한 삽화

크리스틴 드 피장(프랑스어: Christine de Pizan, 1364년 9월 11일 베네치아 ~ 1430년경)은 이탈리아와 프랑스의 작가, 시인, 철학자이다. 저서로 《여인들의 도시》(La Cité des dames), 《여인들의 도시의 보물》(Le Trésor de la cité des dames)이 있다. 크리스틴의 작품은 채리티 캐넌 윌러드, 제프리 리처드 백작, 시몬 드 보부아르와 같은 학자들의 노력으로 유명해졌다.
크리스틴은 저서 《여인들의 도시》를 통해 여성을 높이 평가하고 방어하는 상징적인 도시를 만들었다. 그녀는 많은 책과 시가 사상이나 감정을 표현하기 위해 주식 우화적 인물들을 이용했던 그 시대의 문학의 공통 패턴으로 이성, 정의, 강직성 등 세 가지 우화적 인물들을 구성했다. 그녀는 완전히 여성적인 관점에서 본 우화적인 인물들과 질의응답 사이의 움직임인 대화를 시작했다. 그들은 함께 모든 여성들에게 중요한 문제에 대해 말할 수 있는 포럼을 만든다. 특히 크리스틴은 등장인물의 말을 빌려 여성이 대화에 들어가는 것을 막아야만 여성에 대한 고정관념이 지속될 수 있다고 주장한다.

## 개요
크리스틴 드 피장(Christine de Pizan)은 프랑스 최초의 직업적인 여성 문필가로 간주된다. 그러나 실제로 그녀는 프랑스 출신이 아니다. 왜냐하면 그녀는 1364년경 이탈리아의 베네치아에서 태어났으며 그녀의 부모 모두가 이탈리아인이기 때문이다. 크리스틴이 태어난 지 얼마 안 되어 그녀의 아버지가 프랑스 왕 샤를 5세의 점성사 겸 과학 고문으로 임명돼 파리로 떠났다. 크리스틴이 파리로 간 것은 서너 살 때로 추정되며 이후 그녀는 프그녀는 16세에 에티엔 뒤 카스텔이라는 피카르디 출신 집안의 전도양양한 젊은 공증인과 결혼했다. 그러나 행복한 결혼 생활은 결혼한 지 10년 되던 해, 갑작스럽게 닥친 남편 에티엔의 죽음과 함께 끝나고 말았다. 새로 등극한 샤를 6세를 수행해 파리를 떠나 각지를 여행하던 에티엔은 여행지에서 급서하고 말았는데 아마도 당시 유럽에 유행하던 전염병에 걸린 것으로 추측된다. 졸지에 과부가 된 크리스틴은 혼자서 어린 자식 셋을 키우고 어머니를 봉양해야만 했다. 남동생들은 이탈리아에 있는 재산을 물려받기 위해 모두 그곳으로 돌아갔기 때문이었다.
당시 유럽 사회는 매우 여성 폄하적인 사회였다. 심지어는 남편이 남겨 놓은 재산을 아내가 물려받는 데에도 많은 어려움이 있었다. 그녀는 재산을 가로채려는 남편의 친척들, 그리고 과부들을 괴롭히는 온갖 종류의 사기꾼들과 송사를 벌여야 했다. 이런 과정에서 그녀는 많은 남녀를 만났고, 또한 여성에게 불공정한 세상의 여러 관행들을 경험했으며 이를 통해 그녀는 남성과 여성에 관한 독자적인 시각을 획득할 수 있었다.
이런 힘든 시기를 겪는 동안 그녀는 공부에서 위안을 찾았고 또한 자신의 슬픔을 표현하기 위해 시를 썼다. 그녀의 특이성은 이상화된 궁정의 사랑을 찬미하는 데 그치지 않고 그 화려함의 이면에도 주의를 기울였다는 점에 있다. 예를 들어 ＜사랑의 신에게 보내는 편지(Epistre au Dieu d'Amour)＞(1399)에서 그녀는 여성을 숭배한다고 주장하면서도 실제로는 여성을 조롱하고 폄하하는 젊은 귀족에 대해 비판함으로써 페미니스트적 면모를 드러냈다.
그녀가 여성의 옹호자로 유명해진 것은 ≪장미 이야기≫에 반박해 쓴 ＜장미 이야기에 관한 편지(Epistre sur le Roman de la Rose)＞(1401∼1403)를 통해서다. 1402년, 피장은 이 편지들을 프랑스 왕비인 이자보 드 바비에르에게 전달했으며 이 때문에 그들의 논쟁은 전국적으로 유명해지게 되었다. 이후 그녀는 오를레앙 공의 궁정을 떠나 샤를 6세의 삼촌인 부르고뉴 공작의 후원을 받게 된다.
피장이 오를레앙 공작의 궁정에서 부르고뉴 공작의 궁정으로 옮겨 간 것은 단순히 후원자를 바꾼 것 이상의 의미를 가질 수도 있다. 이 두 진영은 서로 적대적으로 대립하고 있었기 때문이었다. 당시 프랑스는 영국과 백년전쟁을 치르고 있는 중이었다. 엎친 데 덮친 격으로 국왕 샤를 6세가 광증의 발작을 일으키자 심각한 권력 공백 상태가 초래되었다. 이런 상황에서 왕의 동생과 삼촌은 각각 파당을 만들어 권력 획득을 위한 각축을 벌였고 거기에 영국이 가세해 정정은 불안하기 짝이 없었다.
피장은 이 두 진영의 화해를 바랐으며 스스로도 그것에 일조하기를 원했다. 그러나 이런 노력에도 불구하고 프랑스의 정치 상황은 더욱 어려워져만 갔다. 1407년, 오를레앙 공이 부르고뉴 공작의 지령에 의해 암살당하자 프랑스는 내전 상태에 들어갔으며 밖으로는 이 기회를 틈탄 영국의 공세에 시달렸다. 1415년, 프랑스군이 아쟁쿠르 전투에서 큰 피해를 보자 크리스틴은 이 전투에서 사랑하는 사람들을 잃은 여성들을 위로하기 위해 ≪인생이라는 감옥에 대한 편지≫를 썼다. 이후에도 프랑스의 상황은 더욱 악화되어 1419년, 부르고뉴 공작 장이 암살당하는 사태가 벌어진다. 그러자 그의 아들 필립이 영국과 연합하는 바람에 전세는 프랑스에게 매우 불리해지고 1420년, 이자보 여왕은 영국과 트루아 조약을 맺어 영국 왕 헨리 5세를 프랑스의 섭정으로 임명한다. 이 때문에 황태자 샤를은 정통성을 빼앗기고 1422년 광증에 시달리던 샤를 6세가 사망한 이후에도 왕위를 계승하지 못한다.
이러한 절체절명의 위기에서 프랑스를 구하기 위해 나타난 사람이 바로 오를레앙의 처녀 잔 다르크다. 크리스틴 드 피장은 잔 다르크의 활약에 누구보다도 기뻐했으며 ≪잔 다르크 전≫(1430)을 써서 그녀를 찬양했다. 이것은 잔 다르크에 관한 최초의 문학작품으로 이 작품에서 피장은 잔 다르크의 무공과 함께 그녀의 신앙심을 강조했다. 어쩌면 피장은 잔 다르크를 통해 ‘숙녀들의 도시’가 현실에서도 실현될 수 있는 가능성을 보았는지도 모른다. 그러나 이러한 기대와 희망은 곧 무산되고 만다. 잔 다르크가 마녀로 몰려 화형대에서 처형되고 말았기 때문이다. 다행히도 피장은 이러한 파국 이전인 1430년대 초에 그녀의 딸 마리가 수녀로 있던 푸아시의 수녀원에서 죽었고, ≪잔 다르크 전≫은 결국 그녀의 마지막 작품이 되고 말았다.

## 같이 보기
- 여성사